# Lagrangeova věta o čtyřech čtvercích
Lagrangeova věta o čtyřech čtvercích je tvrzení z oboru teorie čísel, které říká, že každé přirozené číslo lze zapsat jako součet čtyř čtverců. Tedy pro každé přirozené n existují taková celá čísla a, b, c a d, že:
{\displaystyle n=a^{2}+b^{2}+c^{2}+d^{2}}
Větu dokázal Joseph Louis Lagrange v roce 1770.

## Dějiny
Poprvé se věta objevuje v Diofantově Aritmetice, která byla později v roce 1621 přeložena do latiny Bachetem. V roce 1798 Adrien-Marie Legendre větu vylepšil tvrzením, že přirozená čísla mohou být vyjádřena jako součet tří čtverců tehdy a jen tehdy, mohou-li být vyjádřena jako {\displaystyle 4^{k}(8m+7)}. Jeho důkaz byl ovšem neúplný a teprve později byl opraven Gaussem.
Existují dva obecnější významné problémy, jichž je Lagrangeova věta o čtyřech čtvercích speciálním případem. Jednak se jedná o Fermatovu větu o n-úhelníkových číslech, která se týká vyjadřování přirozených čísel pomocí n-úhelníkových, jednak se jedná o Waringův problém, který se týká vyjadřováním přirozených čísel pomocí mocnin stejného exponentu.

## Algoritmus
Michael O. Rabin a Jeffrey Shallit nalezli pravděpodobnostní polynomiální algoritmus, který k danému číslu najde jeho vyjádření čtyřmi čtverci s očekávanou složitostí {\displaystyle O(\log n)}.